# Diploprora championii
Diploprora championii là một loài thực vật có hoa trong họ Lan. Loài này được (Lindl.) Hook.f. mô tả khoa học đầu tiên năm 1890.